# Hiram Johnson
Hiram Warren Johnson (Sacramento, 2 settembre 1866 – Bethesda, 6 agosto 1945) è stato un politico statunitense.

## Biografia
È stato tra i principali leader progressisti e, più tardi, isolazionisti provenienti dalla California, di cui è stato Governatore dal 1911 al 1917. È stato, inoltre, senatore dal 1917 al 1945. Il suo nome è legato alla legge denominata Foreign Securities Act, meglio conosciuta come Johnson Act.
Come senatore fu uno degli oppositori alla ratifica da parte degli Stati Uniti d'America del trattato di Versailles e alla partecipazione del proprio Paese alla Società delle Nazioni, detti "gli irreconciliabili". Johnson morì nel 1945 e ricevette sepoltura presso il Cypress Lawn Memorial Park di Colma, in California.